# UFC 204
UFC 204: Bisping vs. Henderson II foi um evento de artes marciais mistas promovido pelo Ultimate Fighting Championship ocorrido em 8 de outubro de 2016 em Manchester na Inglaterra.

## Background
A luta principal foi pelo Titulo dos Médios entre o atual campeão Michael Bisping contra o desafiante Dan Henderson.

## Card Oficial
Nota 1 Pelo Cinturão Peso-Médio do UFC.

## Bônus da Noite
Os lutadores receberam $50.000 de bônus
- Luta da Noite:   Michael Bisping vs.  Dan Henderson
- Performance da Noite:   Jimi Manuwa e   Iuri Alcântara

## Ligações Externas
1. ↑  Nota 1